# A
A یا a اولین حرف و اولین مصوت الفبای انگلیسی مدرن و الفبای لاتین پایه ISO است. نام آن در انگلیسی a (تلفظ / ˈ eɪ /)، جمع aes است. از نظر شکل شبیه به حرف آلفا یونان باستان است که از آن گرفته شده‌است. حروف بزرگنسخه uue77uuu373y45u
شامل دو ضلع مایل یک مثلث است که از وسط توسط یک میله افقی عبور کرده‌است. نسخه کوچک را می‌توان به دو صورت نوشت: a دو طبقه و ɑ یک طبقه. این دومی معمولاً در دستخط و فونت‌های مبتنی بر آن، به‌ویژه فونت‌هایی که برای خواندن کودکان در نظر گرفته شده‌اند، استفاده می‌شود و در نوع ایتالیک نیز یافت می‌شود.                

نحوه رسم A (اِی بزرگ) و a (اِی کوچک)

## تاریخچه
حرف A به گونه یک تصویرنگاری سر یک گاو نر در هیروگلیف‌های مصری یا الفبای نیا-سامی آغاز شد.
در سال ۱۶۰۰ پ.م. این حرف در الفبای فنیقی شکلی خطی پیدا کرده بود و همین شکل بود که پایه و اساس شکل‌های بعدی را تشکیل داد. نام این حرف یعنی الف در عبری، عربی و فارسی و آلفا در یونانی نیز بایستی نامی باستانی باشد.
| سر گاو در هیروگلیف مصری       | سر گاو در خط نیا-سامی | الف فنیقی        | آلفای یونانی و و اِی لاتین | A اتروسکی  | A رومی  |
| ----------------------------- | --------------------- | ---------------- | ------------------------- | ---------- | ------- |
| Egyptian hieroglyphic ox head | Proto-semitic ox head | Phoenician aleph | Greek alpha               | Etruscan A | Roman A |

## کاربرد

### ریاضی
در ریاضی حرف Å (با دایره در بالا) نماد آنگستروم است.

### فیزیک
A (اِی بزرگ) نماد مساحت و a (اِی کوچک) نماد شتاب است.

### الکترونیک
حرف A نماد آمپر در الکترونیک است.

### نمره‌دهی
در نمره‌دهی به مصرف انرژی محصولات الکترونیکی یا در نمره‌دهی آموزش و پرورش؛ بطور معمول حرف A نماد بالاترین درجه است.

### زبان انگلیسی
در زبان انگلیسی حرف A یکی از حروف صدادار و همچنین جزو حرف‌های تعریف در زبان انگلیسی است. در برخی از واژه‌های زبان انگلیسی پیشوند -a به معنای نبودن یا منفی کردن واژه است. مانند: sexual و asexual به معنای جنسی و غیرجنسی است.

## نگارخانه

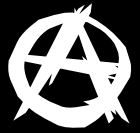
نشان‌واره آنارشیسم
نشان‌واره آتئیسم
نشان‌واره آپولو اتومبیل
نشان‌واره آریل موتور
نشان‌واره آکورا
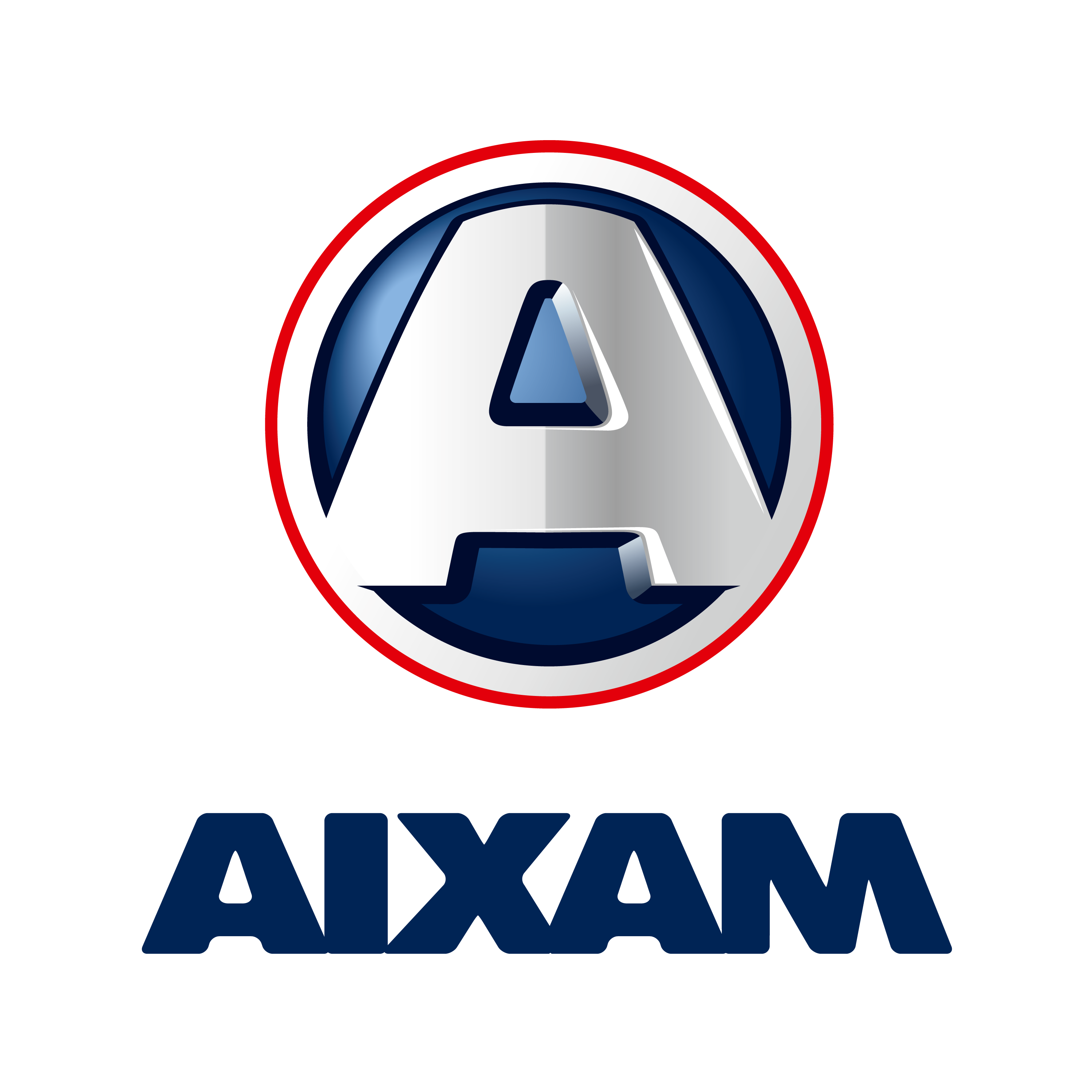
نشان‌واره آیگزام